# Поліекстремофіли
Поліекстремофіли - організми, що поєднують в собі кілька різних екстремофільних властивостей. Наприклад, поліекстремофіл, що живе на вершині гори в пустелі Атакама може бути радіаційно стійким ксерофітом, а також психрофілом і оліготрофом. Поліекстремофіли добре відомі своєю здатністю жити як при високому, так і при низькому рівні pH.

## Зовнішні посилання
- Полиэкстремофилы в Энциклопедии астрономии, астробиологии и космических полётов Дэвида Дарлинга(рос.)

| Екологія | Це незавершена стаття з екології. Ви можете допомогти проєкту, виправивши або дописавши її. |